# Stoneville
Stoneville – miasto w Stanach Zjednoczonych, w stanie Karolina Północna, w hrabstwie Rockingham.